# Drag Race Down Under
Drag Race Down Under, anciennement RuPaul's Drag Race Down Under, est une émission de téléréalité australienne et néo-zélandaise basée sur la série télévisée américaine RuPaul's Drag Race.
L'émission, présentée par RuPaul pendant les trois première saisons, puis par Michelle Visage, est un concours de drag queens au cours de laquelle est sélectionnée la « prochaine grande reine du drag des antipodes ». Chaque semaine, les candidates sont soumises à différents défis et sont évaluées par un groupe de juges dont font partie des personnalités qui critiquent la progression des participantes et leurs performances.
Le lancement de la série est annoncé le 26 août 2019 par WOW Presents.

## Format

### Mini défi
Le mini défi consiste souvent en une tâche ordonnée aux candidates au début d'un épisode avec des prérequis et des limitations de temps. La ou les gagnantes du mini défi sont parfois récompensées par un cadeau ou un avantage lors du maxi défi. Certains épisodes ne présentent pas de mini défi.

### Maxi défi
Il peut s'agir d'un défi individuel ou d'un défi de groupe. Les thèmes des maxi défis sont très variés, mais sont souvent similaires de saison en saison : les candidates ont souvent pour défi de confectionner une ou plusieurs tenues selon un thème précis, parfois en utilisant des matériaux non conventionnels. D'autres défis se concentrent sur la capacité des candidates à se présenter face à une caméra, à se représenter sur de la musique ou humoristiques.

### Défilé
Après le maxi défi, les candidates défilent sur le podium principal de Drag Race Down Under. Le défilé est composé de la tenue confectionnée par les candidates pour le défi ou d'une tenue au thème assigné aux candidates avant l'émission et annoncé au début de la semaine : cette tenue est généralement amenée au préalable par les candidates et n'est pas préparée dans l'atelier. Le défilé fait généralement partie du jugement final des candidates.

### Lip-syncs
Lors de chaque épisode, les candidates en danger d'élimination doivent faire un playback sur une chanson annoncée au préalable afin d'impressionner les juges. Après la performance, le gagnant du lip-sync, qui reste dans la compétition, est annoncé, tandis que la candidate perdante est éliminée de la compétition.
Certains artistes ont vu plusieurs de leurs chansons être utilisées lors de l'émission.
| Nombre de chansons | Artiste       | Chanson                   | Saison | Épisode | Candidate                                       | vs.                                             | Candidate                                       |
| ------------------ | ------------- | ------------------------- | ------ | ------- | ----------------------------------------------- | ----------------------------------------------- | ----------------------------------------------- |
| 5                  | Kylie Minogue | Better The Devil You Know | 1      | 6       | Maxi Shield                                     | vs.                                             | Scarlet Adams                                   |
| 5                  | Kylie Minogue | Get Outta My Way          | 2      | 1       | Faúx Fúr                                        | vs.                                             | Spankie Jackzon                                 |
| 5                  | Kylie Minogue | Starstruck                | 2      | 3       | Beverly Kills                                   | vs.                                             | Pomara Fifth                                    |
| 5                  | Kylie Minogue | Wow                       | 2      | 8       | Hannah Conda vs. Kween Kong vs. Spankie Jackzon | Hannah Conda vs. Kween Kong vs. Spankie Jackzon | Hannah Conda vs. Kween Kong vs. Spankie Jackzon |
| 5                  | Kylie Minogue | Secrets                   | 3      | 4       | Flor                                            | vs.                                             | Rita Menu                                       |
| 2                  | RuPaul        | I'm That Bitch            | 1      | 2       | Art Simone                                      | vs.                                             | Coco Jumbo                                      |
| 2                  | RuPaul        | The Beginning             | 2      | 6       | Beverly Kills                                   | vs.                                             | Kween Kong                                      |

## Juges deDrag Race Down Under
Après le défi et le défilé de la semaine, les candidates font face à un panel de jurés afin d'entendre les critiques de leur performance. Le jugement se compose de deux parties ; une première partie avec les meilleures et pires candidates de la semaine sur le podium et une deuxième partie de délibérations entre les juges en l'absence des candidates.
Les juges présentent leur opinion sur les performances des candidates mais RuPaul seule décide de la gagnante de l'épisode et des candidates en danger d'élimination.
| Juge             | Saison     | Saison     | Saison     | Saison     |
| Juge             | 1          | 2          | 3          | 4          |
| ---------------- | ---------- | ---------- | ---------- | ---------- |
| Michelle Visage, | Principale | Principale | Principale | Principale |
| Rhys Nicholson   | Principal  | Principal  | Principal  | Principal  |
| RuPaul,          | Principale | Principale | Principale |            |

### Juges invités
Des personnalités sont souvent invitées dans le panel des jurés. Leur présence peut avoir un rapport avec le thème du défi de la semaine ou avec la chanson prévue pour le lip-sync de l'épisode.
Saison 1
- Elz Carrad, acteur néo-zélandais ;
- Rena Owen, actrice néo-zélandaise.

Saison 2
- Lucy Lawless, actrice néo-zélandaise ;
- Urzila Carlson, comédienne et actrice néo-zélandaise.

Saison 3
- Deva Mahal, chanteuse américaine ;
- Maria Thattil, écrivaine et reine de beauté australienne ;
- Adam Lambert, chanteur américain ;
- Keiynan Lonsdale, acteur australien ;
- Rachel Hunter, mannequin néo-zélandaise ;
- Amy Taylor, chanteuse australienne ;
- Josh Cavallo, joueur de football australien.

## Récompenses
Chaque saison, la gagnante de l'émission reçoit une sélection de récompenses.
Saison 1 :
- 30 000 dollars australiens ;
- Un an d'approvisionnement de maquillage chez Revolution Beauty.

Saisons 2 et 3 :
- 50 000 dollars australiens ;
- Un an d'approvisionnement de maquillage chez Anastasia Beverly Hills.

## Résumé des saisons
| Saison | Date de première diffusion | Date de dernière diffusion | Gagnante        | Seconde(s)                                  | Récompenses                                                                                         |
| ------ | -------------------------- | -------------------------- | --------------- | ------------------------------------------- | --------------------------------------------------------------------------------------------------- |
| 1      | 1er mai 2021               | 19 juin 2021               | Kita Mean       | Art Simone Karen From Finance Scarlet Adams | - 30 000 dollars australiens - Un an d'approvisionnement de maquillage chez Revolution Beauty       |
| 2      | 30 juillet 2022            | 17 septembre 2022          | Spankie Jackzon | Hannah Conda Kween Kong                     | - 50 000 dollars australiens - Un an d'approvisionnement de maquillage chez Anastasia Beverly Hills |
| 3      | 27 juillet 2023            | 15 septembre 2023          | Isis Avis Loren | Gabriella Labucci                           | - 50 000 dollars australiens - Un an d'approvisionnement de maquillage chez Anastasia Beverly Hills |
| 4      | 1er novembre 2024          | 20 décembre 2024           | Lazy Susan      | Vybe Mandy Moobs                            | - 50 000 dollars australiens - Un an d'approvisionnement de maquillage chez Anastasia Beverly Hills |

### Galerie des gagnantes

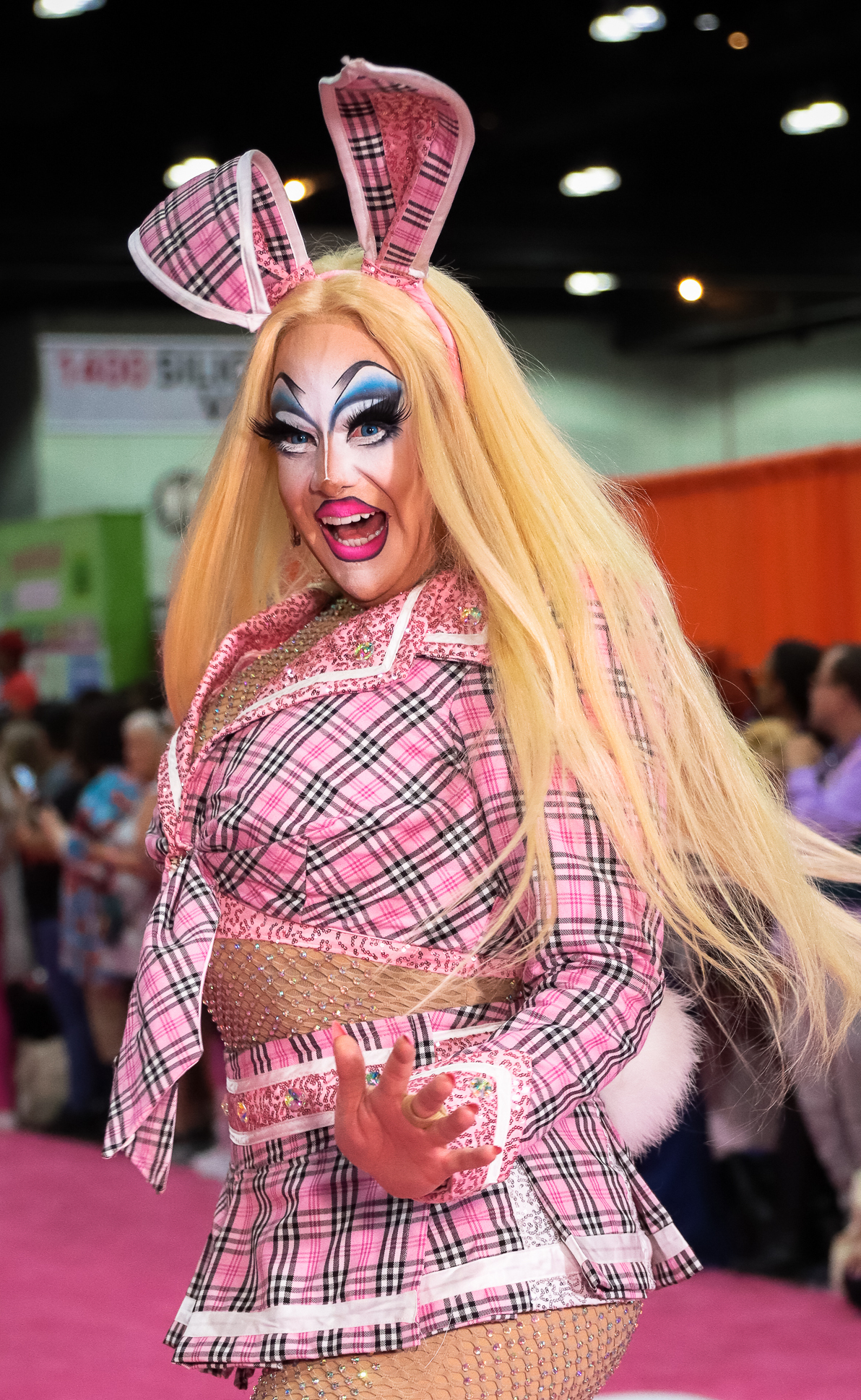
Kita Mean, gagnante de la première saison.
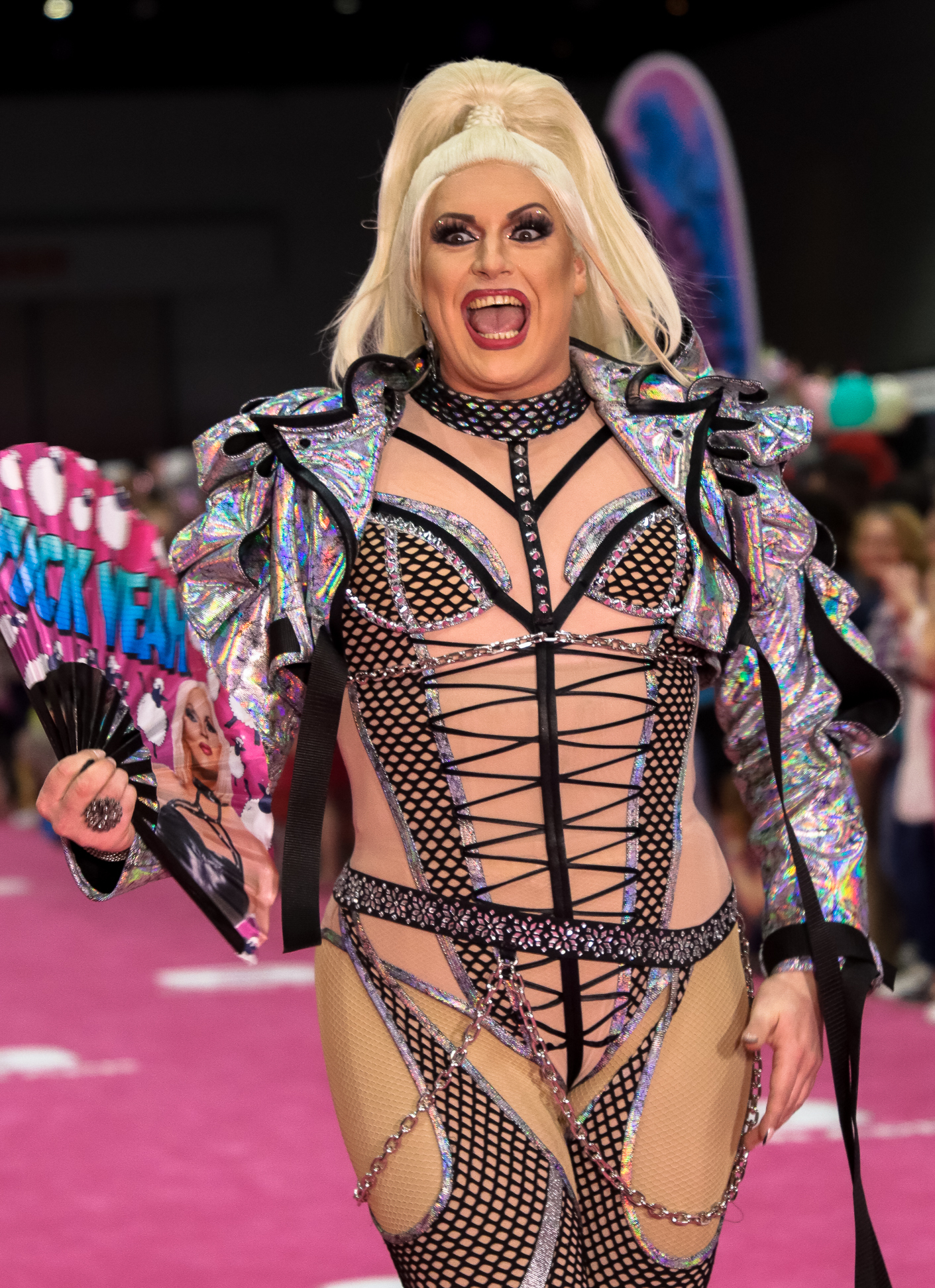
Spankie Jackzon, gagnante de la deuxième saison.

### Progression des candidates
|                    | Saison 1                                   | Saison 2                | Saison 3          | Saison 4          |
| ------------------ | ------------------------------------------ | ----------------------- | ----------------- | ----------------- |
| Première diffusion | 1er mai 2021                               | 30 juillet 2022         | 27 juillet 2023   | 1er novembre 2024 |
| Épisodes           | 8                                          | 8                       | 8                 | 8                 |
|                    |                                            |                         |                   |                   |
| Gagnante           | Kita Mean                                  | Spankie Jackzon         | Isis Avis Loren   | Lazy Susan        |
| Seconde(s)         | Art SimoneKaren from finance Scarlet Adams | Hannah Conda Kween Kong | Gabriella Labucci | Mandy Moobs Vybe  |
| 3e place           | Art SimoneKaren from finance Scarlet Adams | Hannah Conda Kween Kong | Flor              | Mandy Moobs Vybe  |
| 4e place           | Art SimoneKaren from finance Scarlet Adams | Molly Poppinz           | Hollywould Star   | Freya Armani      |
| 5e place           | Elektra Shock                              | Beverly Kills           | Bumpa Love        | Nikita Iman       |
| 6e place           | Maxi Shield                                | Yuri Guaii              | Ashley Madison    | Max Drag Queen    |
| 7e place           | Etcetera Etcetera                          | Minnie Cooper           | Rita Menu         | Brenda Bressed    |
| 8e place           | Anita Wigl'it                              | Pomara Fifth            | Ivanna Drink      | Lucina Innocence  |
| 9e place           | Coco Jumbo                                 | Aubrey Haive            | Ivory Glaze       | Karna Ford        |
| 10e place          | Jojo Zaho                                  | Faúx Fúr                | Amyl              | Olivia Dreams     |

 La candidate a réintégré la saison après avoir été précédemment éliminée.
1. 
2. 
3. 

### Saison 1 (2021)
La première saison de Drag Race Down Under est diffusée à partir du 1er mai 2021 sur Stan et TVNZ. Le casting est composé de dix candidates. Les juges principaux sont RuPaul, Michelle Visage et Rhys Nicholson.
La gagnante de la saison est Kita Mean, avec comme secondes Art Simone, Karen From Finance et Scarlet Adams.

### Saison 2 (2022)
La deuxième saison de Drag Race Down Under est diffusée à partir du 30 juillet 2022 sur Stan et TVNZ. Le casting est composé de dix candidates. Les juges principaux sont RuPaul, Michelle Visage et Rhys Nicholson.
La gagnante de la saison est Spankie Jackzon, avec comme secondes Hannah Conda et Kween Kong.

### Saison 3 (2023)
La troisième saison de Drag Race Down Under est diffusée à partir du 27 juillet 2023 sur Stan et TVNZ. Le casting est composé de dix candidates. Les juges principaux sont RuPaul, Michelle Visage et Rhys Nicholson.
La gagnante de la saison est Isis Avis Loren, avec comme seconde Gabriella Labucci.

### Saison 4 (2024)
La quatrième saison de Drag Race Down Under sera diffusée à partir du 1er juillet 2024 sur Stan et TVNZ. Le casting est composé de dix candidates. Les juges principaux sont Michelle Visage et Rhys Nicholson.